# Seglora
Seglora är kyrkbyn i Seglora socken i Borås kommun, ligger vid ån Viskan mellan Kinna och Viskafors, cirka 20 km sydväst om Borås vid en tidigare sträckning av Riksväg 41. 
Seglora gamla träkyrka, som byggdes 1729-1730, ersattes 1903 av en större kyrka. Den gamla kyrkan såldes för 1 000 svenska kronor och flyttades 1916 till Skansen i Stockholm, 1918 öppnades den åter för allmänheten på sin nuvarande plats. Den har där blivit en omtyckt så kallad bröllopskyrka. 
Den 60 meter långa stenvalvsbron vid Segloraberg sägs tillhöra landets vackraste.
I Sälgered, 1,5 km nordost om kyrkan, ligger Viskadalens folkhögskola.

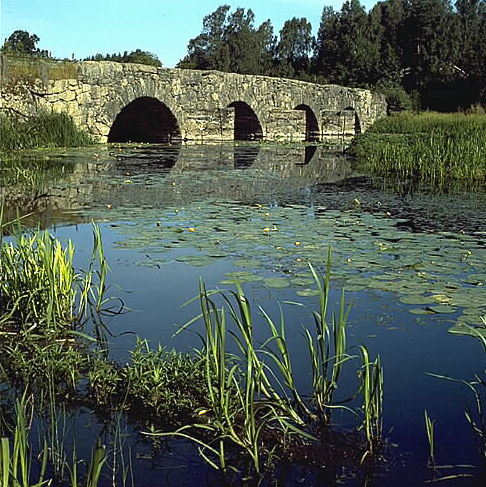
Bro över Viskan. Bilden troligen från slutet av 1960-talet.
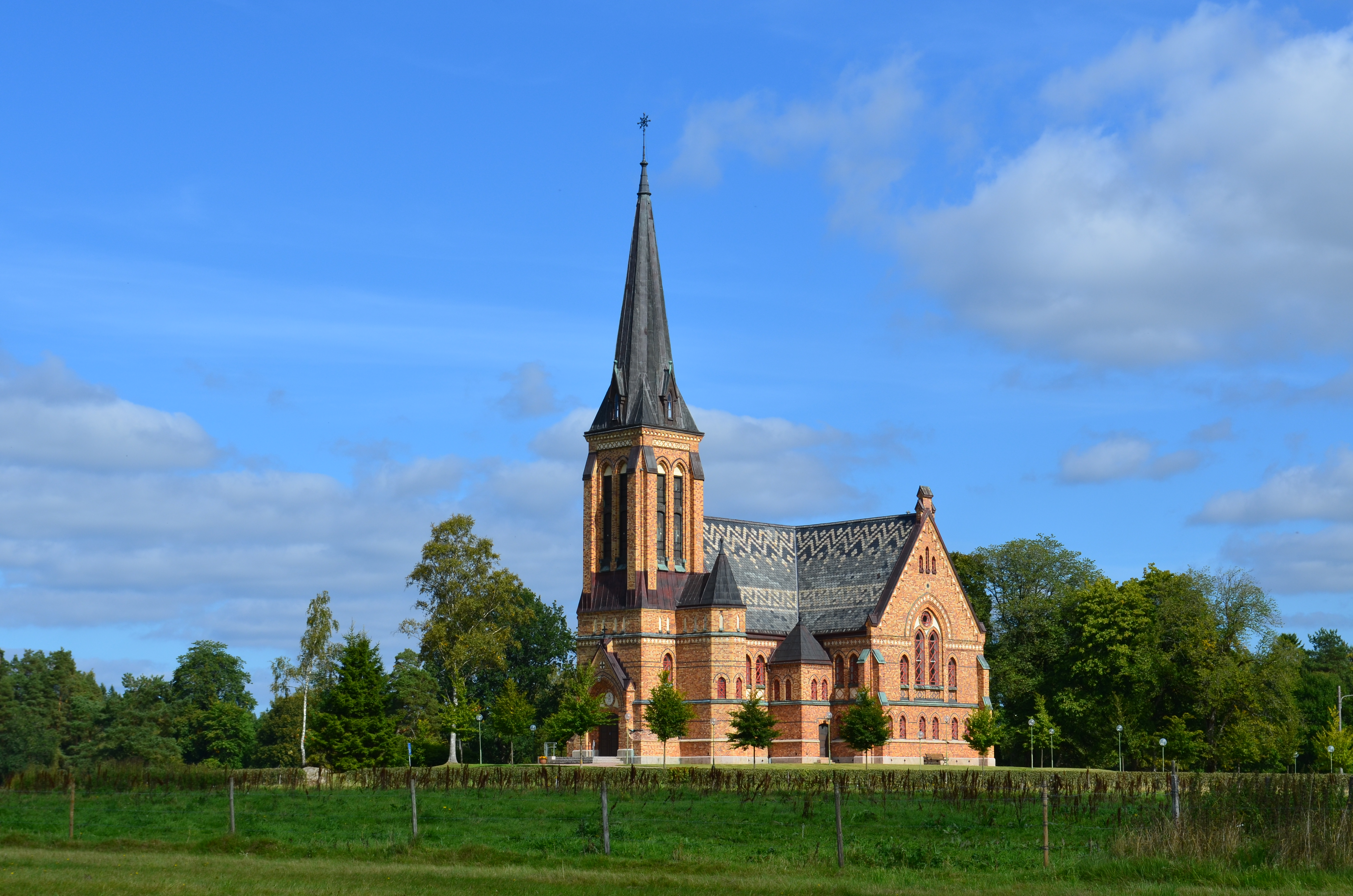
Seglora nya kyrka från söder.
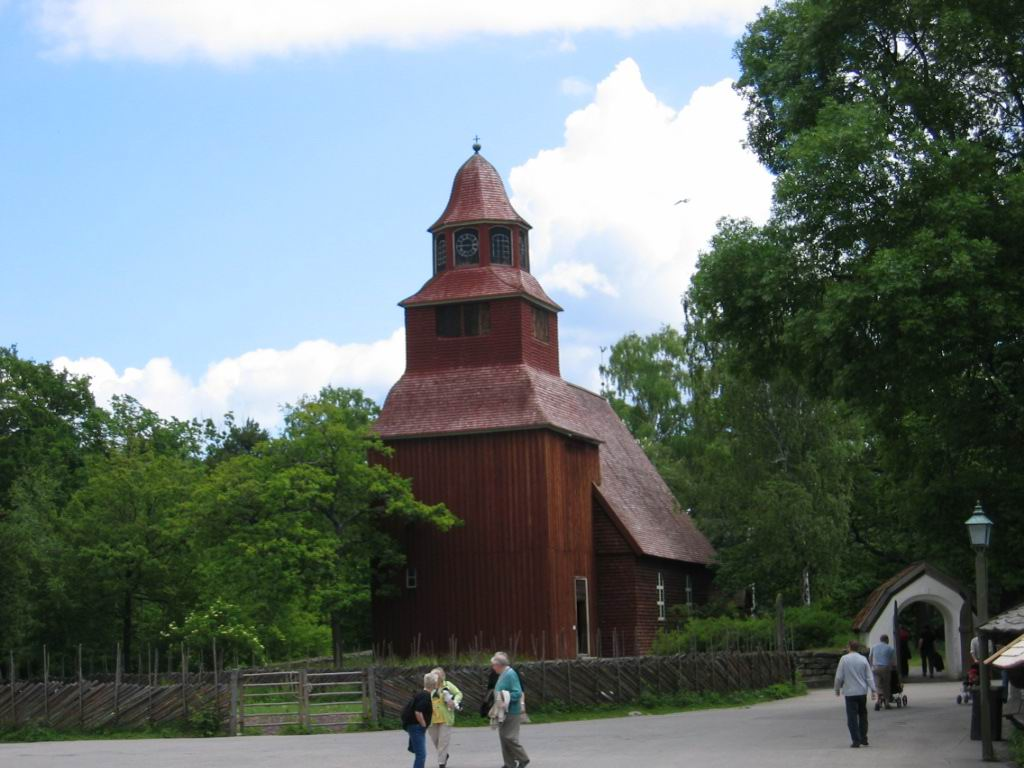
Seglora gamla kyrka, som idag finns på Skansen i Stockholm.
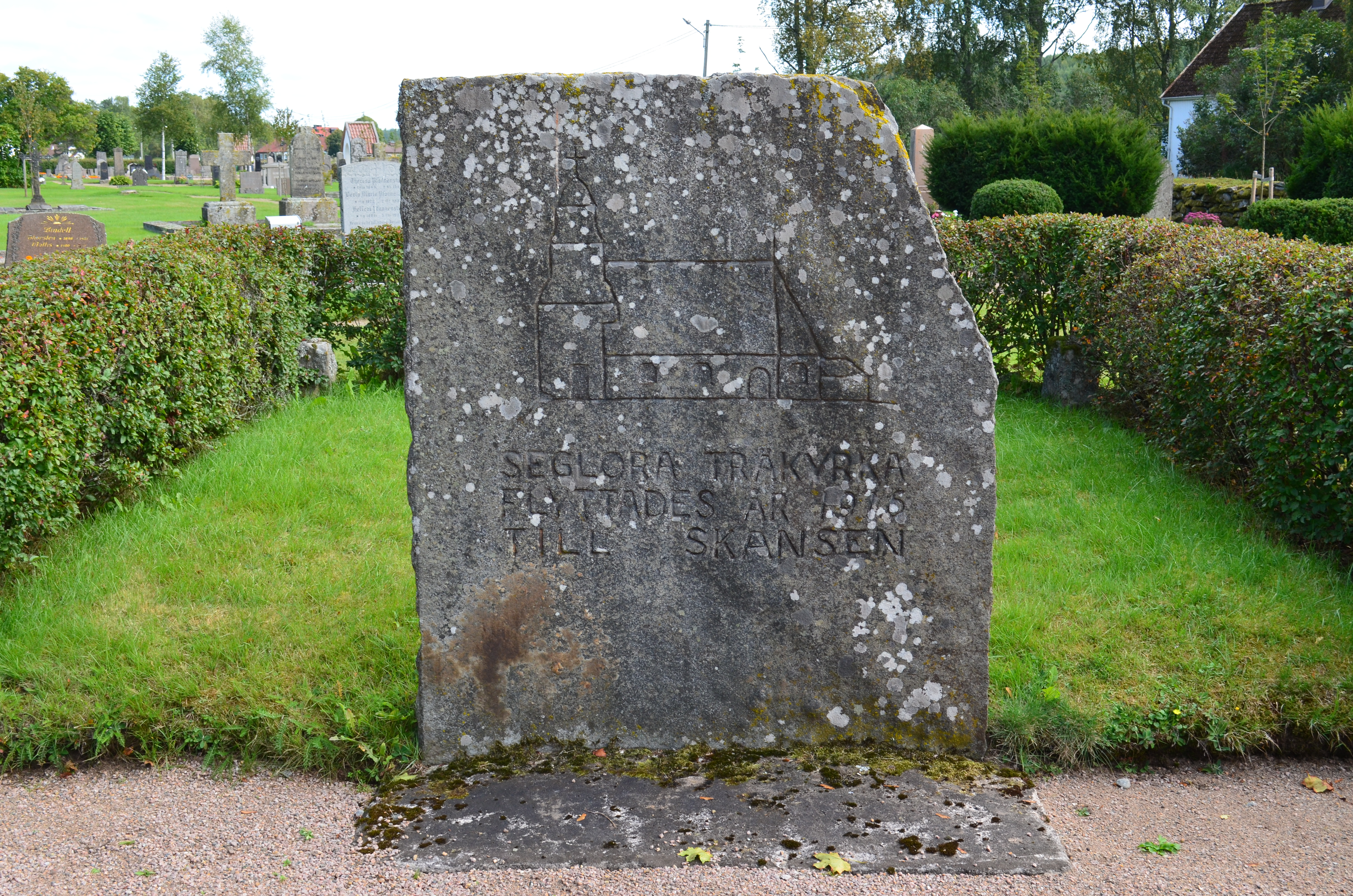
Minnessten över Seglora gamla träkyrka som flyttades till Skansen i Stockholm 1916.
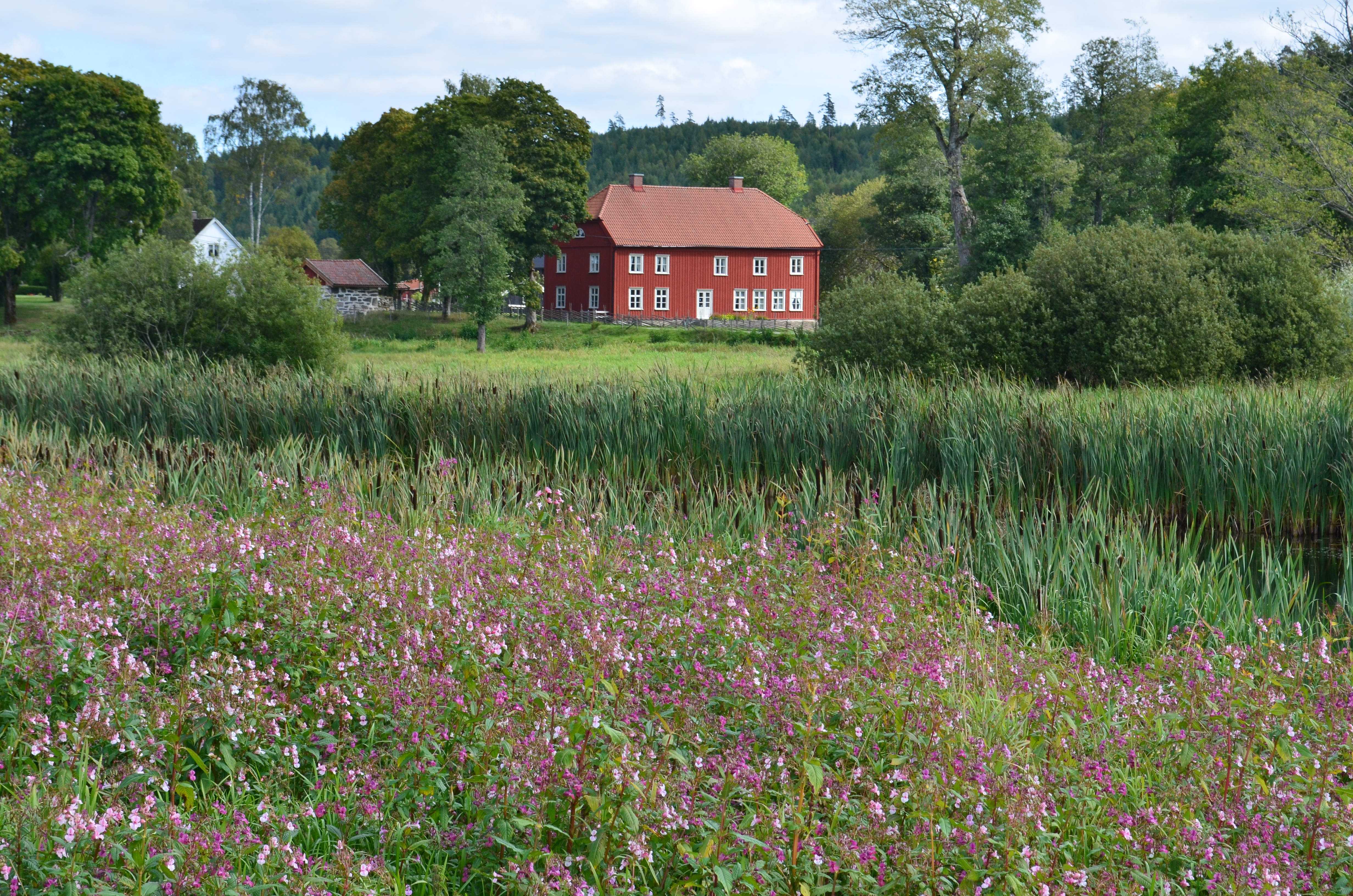
Seglora gamla prästgård. Bilden är tagen från Seglorabergsbron som ligger nordväst om gården och som går över Viskan.